# Pracká pahorkatina
Pracká pahorkatina je geomorfologický podcelek na jižní Moravě. Je součástí Dyjsko-svrateckého úvalu.
Pahorkatina je tvořena neogenními a čtvrtohorními sedimenty, které v západní části území tvoří říční terasy Svitavy a které jsou ve východní části jsou překryty sprašemi. Nad povrch vystupují mendipy z hornin pokleslého Českého masivu, ojediněle se zde vyskytují krasové jevy (Stránská skála). Nejvyšším bodem je vrchol Výhonu (355 m n. m.). Významným tokem je říčka Litava (Cézava) se svým širokým údolím. Územím pahorkatiny prochází dopravní koridory dálnic D1 a D2, dvě železniční tratě (trať Brno–Přerov a Vlárská dráha), nachází se zde také letiště Brno-Tuřany. V severní části Pracké pahorkatiny se v roce 1805 odehrála bitva u Slavkova.
V prostoru Pracké pahorkatiny se nachází množství maloplošných chráněných území, na masivu Výhonu byl zřízen přírodní park Výhon.
Člení se na Šlapanickou pahorkatinu, Cezavskou nivu, Moutnickou pahorkatinu, Uherčickou sníženinu, Výhon a Tuřanskou plošinu.